# Veit Stoss

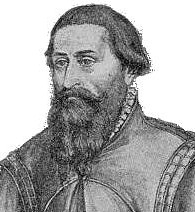
Veit Stoss (1447-1533)

Veit Stoss sau Veit Stoß (n. 1447, Horb am Neckar, Baden-Württemberg – d. 20 septembrie 1533, Nürnberg) a fost unul din cei mai de seamă sculptori germani din epoca Goticului târziu. A activat mai ales în Nürnberg și Cracovia (Polonia).

## Principalele creații
- Altarul de lemn din Bazilica Sfânta Maria din Cracovia (Polonia), capodopera artistului.
- Altarul de lemn din Domul din Bamberg.
- Sculptura suspendată „Engelsgruß” („Salutul angelic”) din Biserica Sfântul Laurențiu din Nürnberg. Prezintă scena neotestamentară a Bunei Vestiri.

## Galerie de imagini

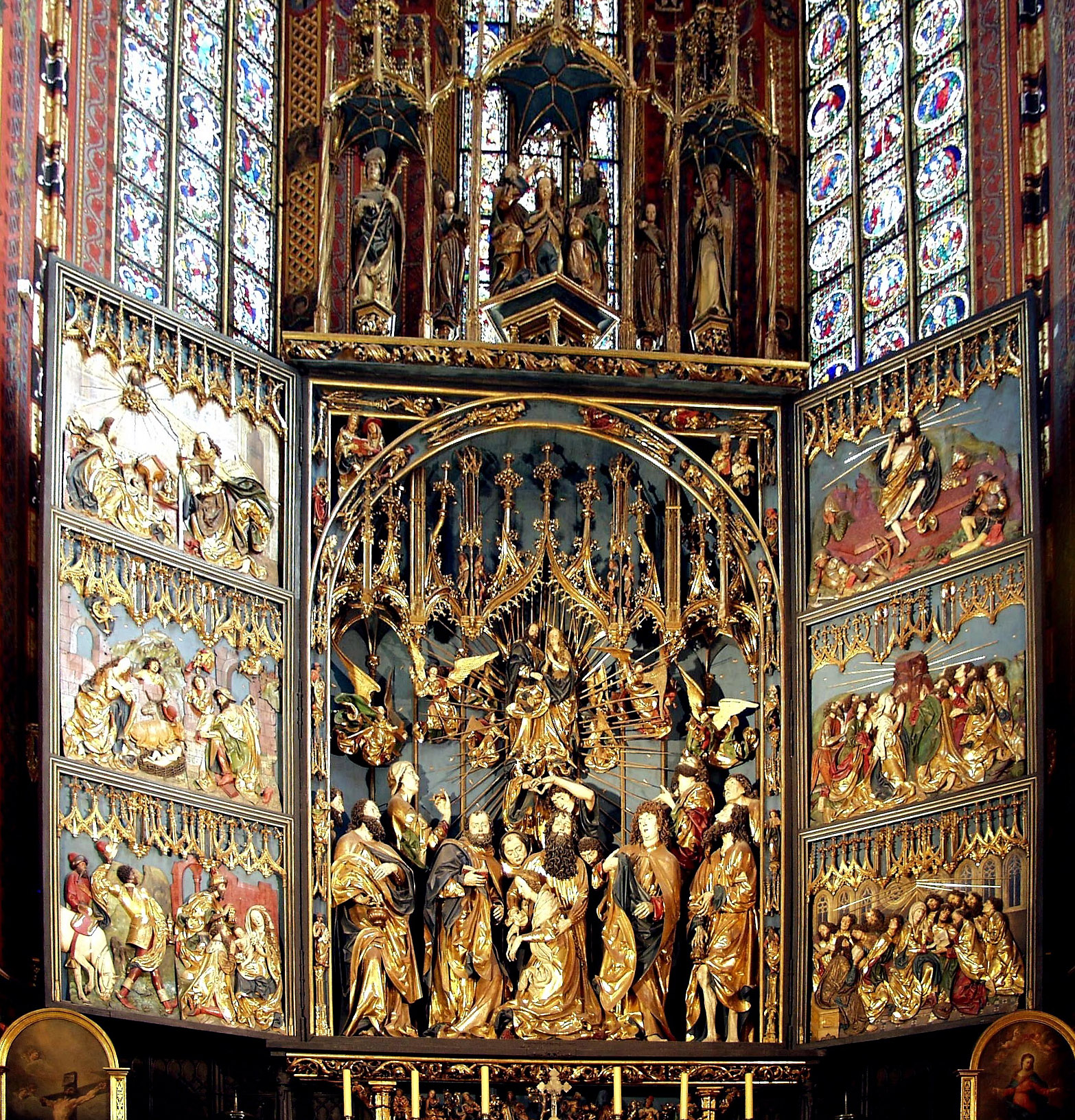
Altarul de lemn din Bazilica Sf. Maria din Cracovia (Polonia)
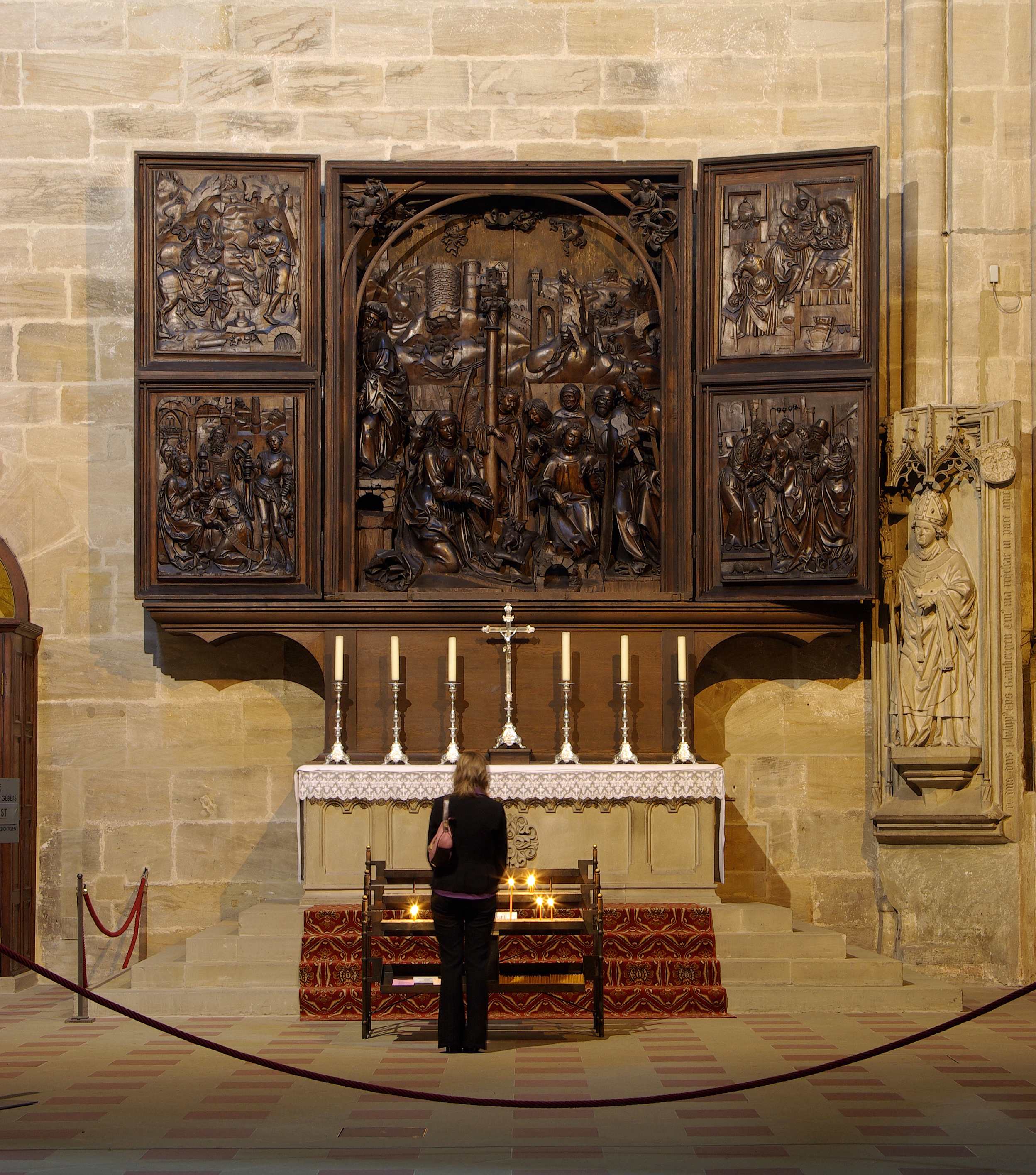
Altarul de lemn din Domul din Bamberg
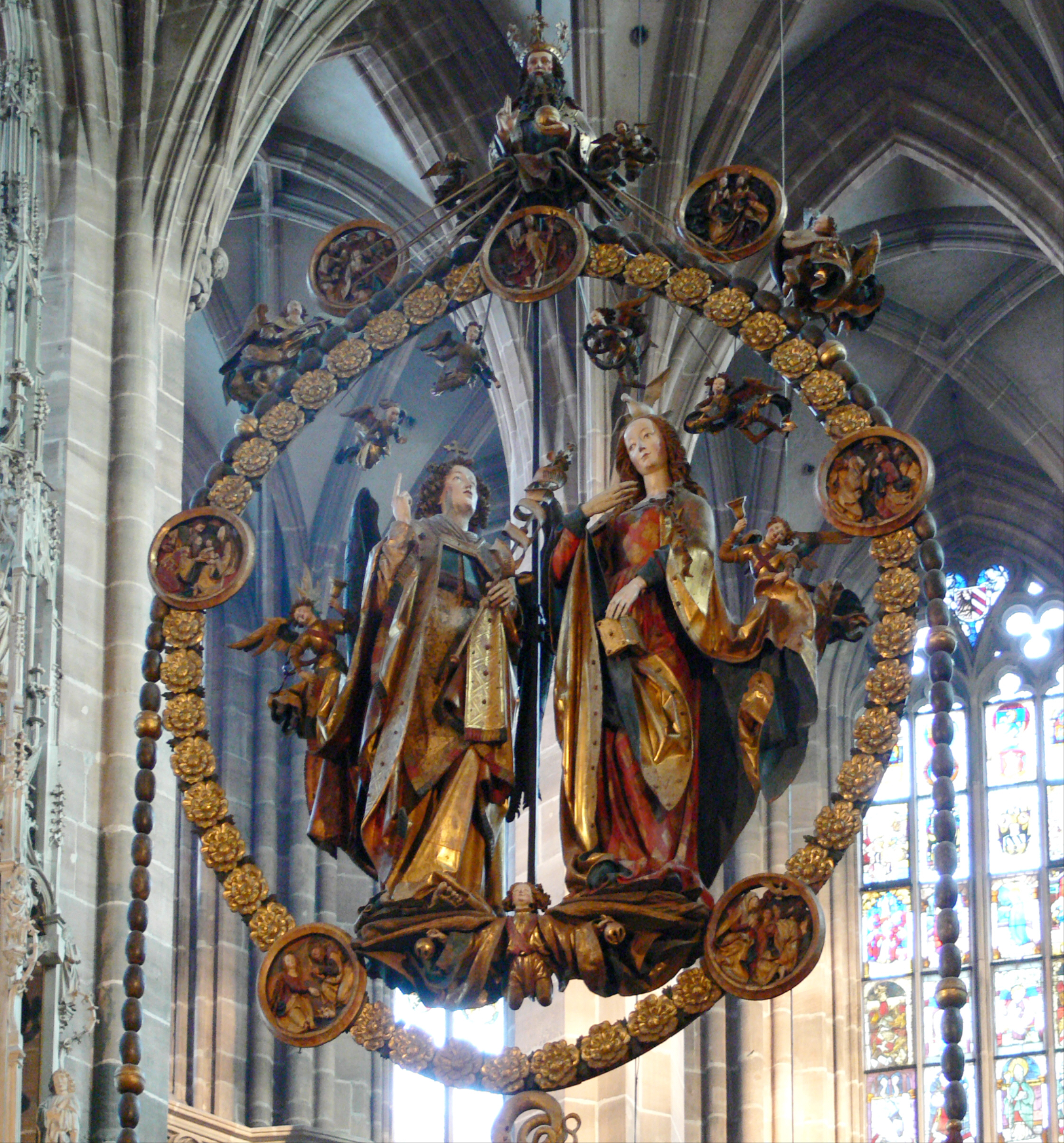
Sculptura suspendată „Engelsgruß” („Salutul angelic”) din Biserica Sfântul Laurențiu din Nürnberg